# He Pingping

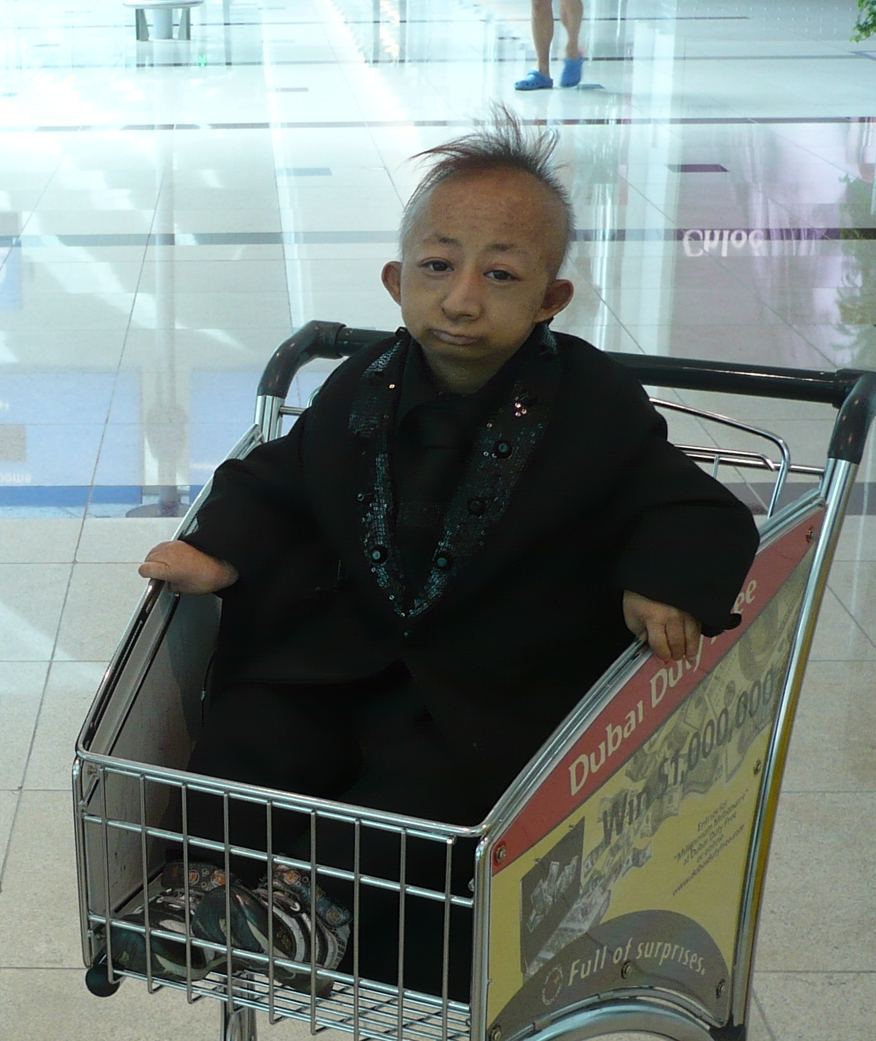
He Pingping

He Pingping (13 iulie 1988 – 13 martie 2010) a fost, conform Guinness World Records, cel mai scund om capabil să umble. Avea 74,6 cm înălțime.